# Hall of Fame Open 2024
Hall of Fame Open 2024 — тенісний турнір, що проходив на трав'яних кортах у місті Ньюпорт, США з 15 до 21 липня. Належав до категорії ATP 250.

## Фінальна частина

### Одиночний розряд
Маркос Гірон —  Алекс Мікелсен 6–7(4–7), 6–3, 7–5

### Парний розряд
Андре Ґоранссон /  Сем Вербек —  Роберт Кеш /  Джеймс Трейсі 6–3, 6–4